# هاري نيلسون (كاتب)
هاري نيلسون (بالإنجليزية: Harry Nilsson) (و. 1941 – 1994 م) هو مغن ومؤلف، وموسيقي، ومغني، وملحن، وكاتب أغاني، وعازف بيانو، من الولايات المتحدة، توفي في أغورا هيلز، كاليفورنيا، عن عمر يناهز 53 عاماً، بسبب نوبة قلبية.

## وصلات خارجية
- هاري نيلسون على موقع IMDb (الإنجليزية)
- هاري نيلسون على موقع الموسوعة البريطانية (الإنجليزية)
- هاري نيلسون على موقع روتن توميتوز (الإنجليزية)
- هاري نيلسون على موقع ميوزك برينز (الإنجليزية)
- هاري نيلسون على موقع رولينغ ستون (الإنجليزية)
- هاري نيلسون على موقع قاعدة بيانات برودواي على الإنترنت (الإنجليزية)
- هاري نيلسون على موقع إن إن دي بي (الإنجليزية)
- هاري نيلسون على موقع أول ميوزيك (الإنجليزية)
- هاري نيلسون على موقع ديسكوغز (الإنجليزية)
- هاري نيلسون على موقع قاعدة بيانات الفيلم (الإنجليزية)